# 弗雷库尔 (上马恩省)
弗雷库尔（法語：Frécourt，法語發音：[fʁekuʁ]）是法国上马恩省的一个市镇，属于朗格勒区。

## 地理
弗雷库尔（47°57'5"N, 5°27'27"E）面积6.22 平方千米，位于法国大東部大區上马恩省，该省份为法国东北部内陆省份，北起马恩省和默兹省，西接奥布省，西南接科多尔省，东南接上索恩省，东临孚日省。
与弗雷库尔接壤的市镇（或旧市镇、城区）包括：博讷库尔、绍富尔、当皮埃尔、讷伊莱韦克。

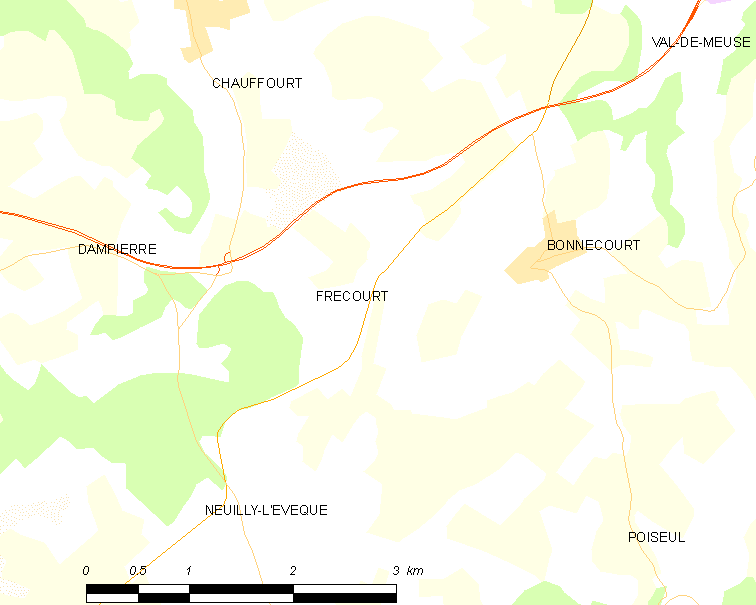
的OSM定位图

弗雷库尔的时区为UTC+01:00、UTC+02:00（夏令时）。

## 行政
弗雷库尔的邮政编码为52360，INSEE市镇编码为52207。

## 政治
弗雷库尔所属的省级选区为波旁莱班县。

## 人口

1962-2008年间人口变化图示

弗雷库尔于2022年1月1日时的人口数量为88人。